# Ad fontes

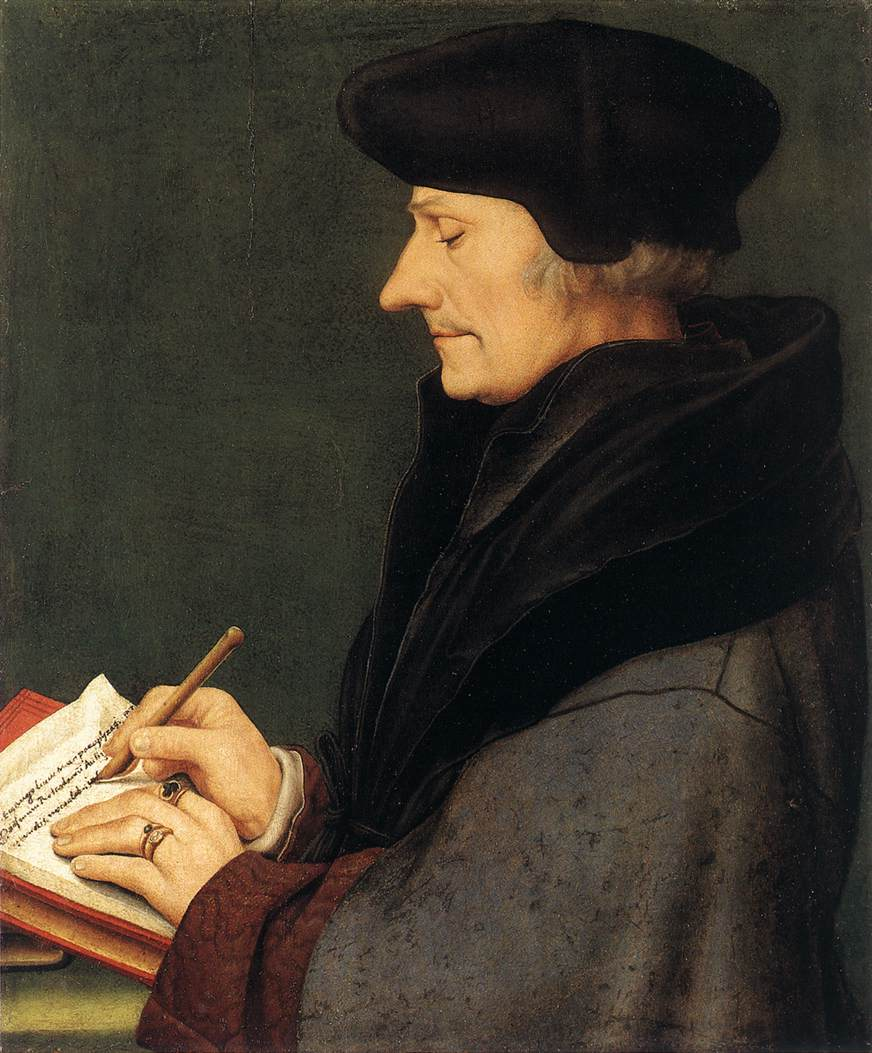
Desiderius Erasmus, Hans Holbein le Jeune, 1523.

Ad fontes est une expression latine qui se traduit par « aux sources » utilisée comme devise des humanistes du début de l'époque moderne appelant à un retour à l'étude des textes originaux, en particulier des auteurs grecs et latins mais aussi de la Bible dans ses versions anciennes.
Cette expression fait écho à une phrase d'Érasme dans un texte sur l'éducation de 1511, De ratione studii : « Sed in primis ad fontes ipsos properandum, id est graecos et antiquos » (Mais il faut avant tout remonter aux sources elles-mêmes, les sources grecques et anciennes).
L'expression symbolise la base du mouvement humaniste de l'éducation tant chez les lettrés - Melanchthon professait les mêmes principes d'enseignement - que chez les réformateurs, insistant davantage sur les textes originaux de leur foi et auquel les traductions latines du Moyen Âge ne suffisaient plus : Luther, selon ce principe, et bien qu'il fût opposé aux idées humanistes d'Érasme, basa sa traduction de la Bible en langue vernaculaire sur les versions hébraïque et grecque du texte.